# 1834년 프랑스 총선
1834년 프랑스 총선은 1834년 프랑스에서 치러진 총선으로, 일정 이상의 납세자만 투표할 수 있는 제한선거였다.

## 선거 결과
| 정당       | 의석수 |
| ---------- | ------ |
| 보수파     | 320석  |
| 반대파     | 75석   |
| 제3당      | 50석   |
| 정통왕정파 | 15석   |